# Колодец и маятник
«Колодец и маятник» (англ. The pit and the pendulum) — рассказ известного американского писателя Эдгара Аллана По. Был написан и впервые напечатан в 1842 году.

## Сюжет
Действие происходит в 1808 году, во время Пиренейских войн. Рассказ ведётся от первого лица, пережившего пытки и мучения испанской инквизиции в тюрьме г. Толедо. Герой рассказа был осуждён за некое преступление и подвергся пыткам. Суд приговорил его к смертной казни.
Осуждённый очнулся в полной тьме. Он подумал, что умер и находится на том свете. Узник собрал все силы и медленно встал, двинулся вперёд и наткнулся на стену. Герой вспомнил ужасные рассказы о ловушках инквизиции. Это была огромная каменная камера с ловушками. Пройдя вдоль стены, герой рассказа измерил размер камеры, оказавшейся очень длинной. Потом он споткнулся о камень, упал и потерял сознание, а когда пришёл в себя, обнаружил рядом миску и стакан воды. Он встал и начал ходить во мгле, потом вновь споткнулся и упал на край глубокого колодца. Именно это и была смертная казнь. Ещё шаг — и он упал бы в колодец, куда падали многие и умирали мучительной смертью. Но герою повезло, и он чудом спасся от этой хитрой ловушки.
Он опять заснул, а когда проснулся, увидел, что его привязали цельным ремнём к скамье, а рядом снова была миска с приправленной едой, но не было воды. Это увеличивало муки пленника. Камера, которая оказалась намного меньше, чем представлял герой, была немного освещена. Сверху медленно опускался острый маятник. Это была вторая попытка казни. Герой мучился от страха медленной и жестокой смерти, и у него, казалось, не было никакой надежды спастись. Он заметил крыс, которые ждали его смерти, чтобы приобрести новую добычу. Они хотели съесть еду в миске. Когда маятник почти совсем опустился, то к герою пришла светлая мысль. Он натёр ремень жиром, крысы, поднявшиеся на него, начали грызть ремни. Крысы разгрызли ремень, когда уже маятник разрезал одежду пленнику, и несчастный смог уползти из опасной зоны.
Казалось, что всё кончено, но герой понял, что инквизиторы наблюдают за каждым его шагом. И тогда в камере стали сжиматься раскалённые металлические стены, подступая к узнику всё ближе и ближе. В конце концов в камере не осталось свободного места, и герой приблизился к колодцу. Заключённый почти потерял сознание и ступил в колодец. Но в последний момент его схватила чья-то рука. То был генерал Антуан Лассаль. Французские войска вошли в Толедо.

## Экранизации
- Колодец и маятник (фильм, 1961)
- Маятник, колодец и надежда (1983)
- Колодец и маятник (фильм, 1990)
- Ворон (фильм, 2012) — элемент рассказа
- Необычные сказки (фильм, 2013) — входит в сборник историй

## Адаптации
В 14 лет Стивен Кинг адаптировал в повествовательную форму фильм «Колодец и маятник» (1961), добавив кое-что от себя. Сделав копии с рукописи, он принёс свою работу в школу и продавал одноклассникам по четвертаку за экземпляр.